# Resolutie 858 Veiligheidsraad Verenigde Naties
Resolutie 858 van de Veiligheidsraad van de Verenigde Naties werd op 24 augustus 1993 unaniem goedgekeurd. Met deze resolutie richtte men de UNOMIG-waarnemingsmissie in Abchazië op.

## Achtergrond
Op de golf van opkomend onafhankelijkheidsstreven van Georgië uit de Sovjet-Unie tegen het einde van de jaren 1980, streefde de Abchazische minderheid in de Abchazische autonome republiek de onafhankelijkheid na, uit angst de autonomie in Georgië te verliezen. Het leidde tot etnische spanningen met de Georgiërs, die in Abchazië de grootste bevolkingsgroep waren.
In 1992 kwam het tot een gewapend conflict, waarbij ook Rusland betrokken raakte, dat het voor de Abchaziërs opnam. Begin 1993 braken zware gevechten uit om de Abchazische hoofdstad Soechoemi. In de zomer van 1993 werd een staakt-het-vuren afgesproken en werd de UNOMIG-waarnemingsmissie opgericht. De val van Soechoemi in september 1993 leidde tot grootschalige etnische zuiveringen tegen de Georgische gemeenschap.

## Inhoud
De Veiligheidsraad:
- herinnert aan resolutie 849 die de Veiligheidsraad een beslissing liet over het sturen van waarnemers volgend op een staakt-het-vuren;
- verwelkomt de ondertekening van een staakt-het-vuren tussen Georgië en Abchazië op 27 juli;
- herinnert aan resolutie 854 die instemde met een voorhoede van waarnemers voor drie maanden;
- overwoog het rapport van secretaris-generaal Boutros Boutros-Ghali;
- bevestigt het vitale belang van het staakt-het-vuren;
- bepaalt dat het conflict de vrede en stabiliteit in de regio bedreigt;
- bemerkt dat de partijen hun troepen willen terugtrekken uit Abchazië;

1. verwelkomt het rapport;
2. neemt het besluit om een VN-Waarnemingsmissie in Georgië (UNOMIG) op te richten bestaande uit 88 militaire waarnemers met ondersteuningspersoneel, met het volgende mandaat;
a. toezien op de naleving van het staakt-het-vuren, met speciale aandacht voor Soechoemi;
b. schendingen onderzoeken en proberen op te lossen met de betrokkenen;
c. rapporteren aan de secretaris-generaal;
3. beslist dat UNOMIG wordt opgericht voor zes maanden maar enkel zal worden verdergezet na de eerste negentig dagen als belangrijke vooruitgang wordt gemaakt naar een duurzame vrede;
4. vraagt de secretaris-generaal binnen de drie maanden te rapporteren over de activiteiten van UNOMIG;
5. beslist de operationele regelingen constant op te volgen;
6. verwelkomt de voorgestelde inzet van tijdelijke gemengde waarnemingsgroepen van Georgisch-Abchazisch-Russische eenheden en vraagt de secretaris-generaal de samenwerking op dit gebied met de VN-waarnemers te vergemakkelijken;
7. roept alle partijen op om het staakt-het-vuren te respecteren en samen te werken met UNOMIG;
8. roept Georgië op om een status of forces-akkoord te sluiten met de VN;
9. vraagt de secretaris-generaal om zich in te spannen voor het vredesproces en onderhandelingen;
10. blijft achter de samenwerking van de secretaris-generaal met de Organisatie voor Veiligheid en Samenwerking in Europa (OVSE) staan;
11. besluit om op de hoogte te blijven.

## Verwante resoluties
- Resolutie 849 Veiligheidsraad Verenigde Naties
- Resolutie 854 Veiligheidsraad Verenigde Naties
- Resolutie 876 Veiligheidsraad Verenigde Naties
- Resolutie 881 Veiligheidsraad Verenigde Naties

Lijst ·  800 ·  801 ·  802 ·  803 ·  804 ·  805 ·  806 ·  807 ·  808 ·  809 ·  810 ·  811 ·  812 ·  813 ·  814 ·  815 ·  816 ·  817 ·  818 ·  819 ·  820 ·  821 ·  822 ·  823 ·  824 ·  825 ·  826 ·  827 ·  828 ·  829 ·  830 ·  831 ·  832 ·  833 ·  834 ·  835 ·  836 ·  837 ·  838 ·  839 ·  840 ·  841 ·  842 ·  843 ·  844 ·  845 ·  846 ·  847 ·  848 ·  849 ·  850 ·  851 ·  852 ·  853 ·  854 ·  855 ·  856 ·  857 ·  858 ·  859 ·  860 ·  861 ·  862 ·  863 ·  864 ·  865 ·  866 ·  867 ·  868 ·  869 ·  870 ·  871 ·  872 ·  873 ·  874 ·  875 ·  876 ·  877 ·  878 ·  879 ·  880 ·  881 ·  882 ·  883 ·  884 ·  885 ·  886 ·  887 ·  888 ·  889 ·  890 ·  891 ·  892